# Méneslies
Méneslies is een gemeente in het Franse departement Somme (regio Hauts-de-France) en telt 307 inwoners (2004). De plaats maakt deel uit van het arrondissement Abbeville.

## Geografie
De oppervlakte van Méneslies bedraagt 4,0 km², de bevolkingsdichtheid is 76,8 inwoners per km².
De onderstaande kaart toont de ligging van Méneslies met de belangrijkste infrastructuur en aangrenzende gemeenten.

## Demografie
Onderstaande figuur toont het verloop van het inwonertal (bron: INSEE-tellingen).